# Szaturnusz-díj a legjobb fantasyfilmnek
A legjobb fantasyfilmnek járó Szaturnusz-díjat évente adja át az Academy of Science Fiction, Fantasy & Horror Films szervezet. A díjjal a fantasy műfajba tartozó filmeket jutalmazzák az 1975-ös, 2. díjátadó óta.

## Győztesek és jelöltek
Győztes film
- – Oscar-nyertes mű legjobb film kategóriában
- – Oscarra jelölt mű legjobb film kategóriában

(MEGJEGYZÉS: Az Év oszlop az adott film bemutatási évére utal, a tényleges díjátadó ceremóniát a következő évben rendezték meg.)

### 1970-es évek
| Év                      | Magyar cím                       | Eredeti cím                                       |
| ----------------------- | -------------------------------- | ------------------------------------------------- |
| 1973 (2. díjátadó)      | Szindbád arany utazása           | The Golden Voyage of Sinbad                       |
| 1974/1975 (3. díjátadó) |                                  | Doc Savage: The Man of Bronze                     |
| 1976 (4. díjátadó)      | Párizsi alvilág                  | The Holes (Les gaspards)                          |
| 1976 (4. díjátadó)      | At the Earth's Core              |                                                   |
| 1976 (4. díjátadó)      | A kék madár                      | The Blue Bird                                     |
| 1976 (4. díjátadó)      | Bugsy Malone                     | Bugsy Malone                                      |
| 1976 (4. díjátadó)      | A hétszázalékos megoldás         | The Seven-Per-Cent Solution                       |
| 1977 (5. díjátadó)      | Te jó Isten!                     | Oh, God!                                          |
| 1977 (5. díjátadó)      | Elliott, a sárkány               | Pete's Dragon                                     |
| 1977 (5. díjátadó)      | Szindbád és a tigris szeme       | Sinbad and the Eye of the Tiger                   |
| 1977 (5. díjátadó)      | Hamu és Pipőke (Papucs és rózsa) | The Slipper and the Rose: The Story of Cinderella |
| 1977 (5. díjátadó)      | Varázslók                        | Wizards                                           |
| 1978 (6. díjátadó)      | Ép testben épp, hogy élek        | Heaven Can Wait                                   |
| 1978 (6. díjátadó)      | A Gyűrűk Ura                     | The Lord of the Rings                             |
| 1978 (6. díjátadó)      | La Merveilleuse Visite           |                                                   |
| 1978 (6. díjátadó)      | Gesztenye, a honalapító          | Watership Down                                    |
| 1978 (6. díjátadó)      | A Wiz                            | The Wiz                                           |
| 1979 (7. díjátadó)      | Muppet-show                      | The Muppet Movie                                  |
| 1979 (7. díjátadó)      | Nick Carter, a szuperdetektív    | Dinner for Adele                                  |
| 1979 (7. díjátadó)      | Kalandok Arábiában               | Arabian Adventure                                 |
| 1979 (7. díjátadó)      | Utánam a vízözön                 | The Last Wave                                     |
| 1979 (7. díjátadó)      | Diótörő fantázia                 | Nutcracker Fantasy                                |

### 1980-as évek
| Év                       | Magyar cím                                    | Eredeti cím                                       |
| ------------------------ | --------------------------------------------- | ------------------------------------------------- |
| 1980 (8. díjátadó)       | Valahol, valamikor                            | Somewhere in Time                                 |
| 1980 (8. díjátadó)       | A kék lagúna                                  | The Blue Lagoon                                   |
| 1980 (8. díjátadó)       | A kilencedik alakzat                          | The Ninth Configuration                           |
| 1980 (8. díjátadó)       | Oh, God! Book II                              |                                                   |
| 1980 (8. díjátadó)       | Popeye                                        | Popeye                                            |
| 1981 (9. díjátadó)       | Az elveszett frigyláda fosztogatói            | Raiders of the Lost Ark                           |
| 1981 (9. díjátadó)       | Titánok harca                                 | Clash of the Titans                               |
| 1981 (9. díjátadó)       | A sárkányölő                                  | Dragonslayer                                      |
| 1981 (9. díjátadó)       | Excalibur                                     | Excalibur                                         |
| 1981 (9. díjátadó)       | A róka és a kutya                             | The Fox and the Hound                             |
| 1982 (10. díjátadó)      | A sötét kristály                              | The Dark Crystal                                  |
| 1982 (10. díjátadó)      | Conan, a barbár                               | Conan the Barbarian                               |
| 1982 (10. díjátadó)      | A NIMH titka                                  | The Secret of NIMH                                |
| 1982 (10. díjátadó)      | Talen kardja – Harc a mágia ellen             | The Sword and the Sorcerer                        |
| 1982 (10. díjátadó)      | Zapped!                                       |                                                   |
| 1983 (11. díjátadó)      | Gonosz lélek közeleg                          | Something Wicked This Way Comes                   |
| 1983 (11. díjátadó)      | Kínai kaland                                  | High Road to China                                |
| 1983 (11. díjátadó)      | Támadás a Krull bolygó ellen                  | Krull                                             |
| 1983 (11. díjátadó)      | Soha ne mondd, hogy soha                      | Never Say Never Again                             |
| 1983 (11. díjátadó)      | Polipka                                       | Octopussy                                         |
| 1984 (12. díjátadó)      | Szellemirtók                                  | Ghostbusters                                      |
| 1984 (12. díjátadó)      | Tarzan, a majmok ura                          | Greystoke: The Legend of Tarzan, Lord of the Apes |
| 1984 (12. díjátadó)      | Indiana Jones és a végzet temploma            | Indiana Jones and the Temple of Doom              |
| 1984 (12. díjátadó)      | Végtelen történet                             | The NeverEnding Story                             |
| 1984 (12. díjátadó)      | Csobbanás                                     | Splash                                            |
| 1985 (13. díjátadó)      | Sólyomasszony                                 | Ladyhawke                                         |
| 1985 (13. díjátadó)      | Fegyvertelen, de veszélyes                    | Remo Williams: The Adventure Begins               |
| 1985 (13. díjátadó)      | Visszatérés Óz földjére                       | Return to Oz                                      |
| 1985 (13. díjátadó)      | Kairó bíbor rózsája                           | The Purple Rose of Cairo                          |
| 1985 (13. díjátadó)      | Az ifjú Sherlock Holmes és a félelem piramisa | Young Sherlock Holmes                             |
| 1986 (14. díjátadó)      | Repül a haverom                               | The Boy Who Could Fly                             |
| 1986 (14. díjátadó)      | Egérmese                                      | An American Tail                                  |
| 1986 (14. díjátadó)      | Krokodil Dundee                               | Crocodile Dundee                                  |
| 1986 (14. díjátadó)      | Aranygyermek                                  | The Golden Child                                  |
| 1986 (14. díjátadó)      | Fantasztikus labirintus                       | Labyrinth                                         |
| 1987 (15. díjátadó)      | A herceg menyasszonya                         | The Princess Bride                                |
| 1987 (15. díjátadó)      | Csoda a 8. utcában                            | Batteries Not Included                            |
| 1987 (15. díjátadó)      | Angyal első látásra                           | Date with an Angel                                |
| 1987 (15. díjátadó)      | Az Óriásláb és Hendersonék                    | Harry and the Hendersons                          |
| 1987 (15. díjátadó)      | Halálos rémületben                            | The Living Daylights                              |
| 1987 (15. díjátadó)      | Az eastwicki boszorkányok                     | The Witches of Eastwick                           |
| 1988 (16. díjátadó)      | Roger nyúl a pácban                           | Who Framed Roger Rabbit                           |
| 1988 (16. díjátadó)      | Segítség, felnőttem!                          | Big                                               |
| 1988 (16. díjátadó)      | Őslények országa                              | The Land Before Time                              |
| 1988 (16. díjátadó)      | Szellemes karácsony                           | Scrooged                                          |
| 1988 (16. díjátadó)      | Willow                                        | Willow                                            |
| 1988 (16. díjátadó)      | Sherlock és én                                | Without a Clue                                    |
| 1989/1990 (17. díjátadó) | Ghost                                         | Ghost                                             |
| 1989/1990 (17. díjátadó) | Münchausen báró kalandjai                     | The Adventures of Baron Munchausen                |
| 1989/1990 (17. díjátadó) | Örökké                                        | Always                                            |
| 1989/1990 (17. díjátadó) | Batman                                        | Batman                                            |
| 1989/1990 (17. díjátadó) | Dick Tracy                                    | Dick Tracy                                        |
| 1989/1990 (17. díjátadó) | Baseball álmok                                | Field of Dreams                                   |
| 1989/1990 (17. díjátadó) | Szörnyecskék 2. – Az új falka                 | Gremlins 2: The New Batch                         |
| 1989/1990 (17. díjátadó) | Indiana Jones és az utolsó kereszteslovag     | Indiana Jones and the Last Crusade                |
| 1989/1990 (17. díjátadó) | Tini nindzsa teknőcök                         | Teenage Mutant Ninja Turtles                      |

### 1990-es évek
| Év                  | Magyar cím                                        | Eredeti cím                                 |
| ------------------- | ------------------------------------------------- | ------------------------------------------- |
| 1991 (18. díjátadó) | Ollókezű Edward                                   | Edward Scissorhands                         |
| 1991 (18. díjátadó) | Tranzit a mindenhatóhoz                           | Defending Your Life                         |
| 1991 (18. díjátadó) | A halászkirály legendája                          | The Fisher King                             |
| 1991 (18. díjátadó) | Spionfióka                                        | If Looks Could Kill                         |
| 1991 (18. díjátadó) | Robin Hood, a tolvajok fejedelme                  | Robin Hood: Prince of Thieves               |
| 1991 (18. díjátadó) | Warlock                                           |                                             |
| 1992 (19. díjátadó) | Aladdin                                           | Aladdin                                     |
| 1992 (19. díjátadó) | Addams Family – A galád család                    | The Addams Family                           |
| 1992 (19. díjátadó) | Batman visszatér                                  | Batman Returns                              |
| 1992 (19. díjátadó) | A szépség és a szörnyeteg                         | Beauty and the Beast                        |
| 1992 (19. díjátadó) | Jól áll neki a halál                              | Death Becomes Her                           |
| 1992 (19. díjátadó) | Hook                                              | Hook                                        |
| 1992 (19. díjátadó) | Játékszerek                                       | Toys                                        |
| 1993 (20. díjátadó) | Karácsonyi lidércnyomás                           | The Nightmare Before Christmas              |
| 1993 (20. díjátadó) | Addams Family 2. – Egy kicsivel galádabb a család | Addams Family Values                        |
| 1993 (20. díjátadó) | Idétlen időkig                                    | Groundhog Day                               |
| 1993 (20. díjátadó) | Lelkük rajta                                      | Heart and Souls                             |
| 1993 (20. díjátadó) | Hókusz pókusz                                     | Hocus Pocus                                 |
| 1993 (20. díjátadó) | Az utolsó akcióhős                                | Last Action Hero                            |
| 1993 (20. díjátadó) | Az év újonca                                      | Rookie of the Year                          |
| 1994 (21. díjátadó) | Forrest Gump                                      | Forrest Gump                                |
| 1994 (21. díjátadó) | Angyalok a pályán                                 | Angels in the Outfield                      |
| 1994 (21. díjátadó) | Ed Wood                                           | Ed Wood                                     |
| 1994 (21. díjátadó) | A Flintstone család                               | The Flintstones                             |
| 1994 (21. díjátadó) | Az oroszlánkirály                                 | The Lion King                               |
| 1994 (21. díjátadó) | A Maszk                                           | The Mask                                    |
| 1994 (21. díjátadó) | Télapu                                            | The Santa Clause                            |
| 1995 (22. díjátadó) | Babe                                              | Babe                                        |
| 1995 (22. díjátadó) | Mindörökké Batman                                 | Batman Forever                              |
| 1995 (22. díjátadó) | Casper                                            | Casper                                      |
| 1995 (22. díjátadó) | Kutyavilág                                        | Fluke                                       |
| 1995 (22. díjátadó) | Indián a szekrényben                              | The Indian in the Cupboard                  |
| 1995 (22. díjátadó) | Jumanji                                           | Jumanji                                     |
| 1995 (22. díjátadó) | Toy Story – Játékháború                           | Toy Story                                   |
| 1996 (23. díjátadó) | Sárkányszív                                       | Dragonheart                                 |
| 1996 (23. díjátadó) | Matilda, a kiskorú boszorkány                     | Matilda                                     |
| 1996 (23. díjátadó) | Pinokkió                                          | The Adventures of Pinocchio                 |
| 1996 (23. díjátadó) | A Notre Dame-i toronyőr                           | The Hunchback of Notre Dame                 |
| 1996 (23. díjátadó) | James és az óriásbarack                           | James and the Giant Peach                   |
| 1996 (23. díjátadó) | Bölcsek kövére                                    | The Nutty Professor                         |
| 1996 (23. díjátadó) | A csodabogár                                      | Phenomenon                                  |
| 1997 (24. díjátadó) | Szőr Austin Powers: Őfelsége titkolt ügynöke      | Austin Powers: International Man of Mystery |
| 1997 (24. díjátadó) | Batman és Robin                                   | Batman & Robin                              |
| 1997 (24. díjátadó) | Az őserdő hőse                                    | George of the Jungle                        |
| 1997 (24. díjátadó) | Herkules                                          | Hercules                                    |
| 1997 (24. díjátadó) | Az elveszett világ: Jurassic Park                 | The Lost World: Jurassic Park               |
| 1997 (24. díjátadó) | Egértanya                                         | MouseHunt                                   |
| 1998 (25. díjátadó) | Truman Show                                       | The Truman Show                             |
| 1998 (25. díjátadó) | Babe 2. – Kismalac a nagyvárosban                 | Babe: Pig in the City                       |
| 1998 (25. díjátadó) | Egy bogár élete                                   | A Bug's Life                                |
| 1998 (25. díjátadó) | Angyalok városa                                   | City of Angels                              |
| 1998 (25. díjátadó) | Godzilla                                          | Godzilla                                    |
| 1998 (25. díjátadó) | Pleasantville                                     | Pleasantville                               |
| 1999 (26. díjátadó) | A John Malkovich menet                            | Being John Malkovich                        |
| 1999 (26. díjátadó) | KicsiKÉM – Austin Powers 2.                       | Austin Powers: The Spy Who Shagged Me       |
| 1999 (26. díjátadó) | A múmia                                           | The Mummy                                   |
| 1999 (26. díjátadó) | Stuart Little, kisegér                            | Stuart Little                               |
| 1999 (26. díjátadó) | Tarzan                                            | Tarzan                                      |
| 1999 (26. díjátadó) | Toy Story – Játékháború 2.                        | Toy Story 2                                 |

### 2000-es évek
| Év                  | Magyar cím                                   | Eredeti cím                                                    |
| ------------------- | -------------------------------------------- | -------------------------------------------------------------- |
| 2000 (27. díjátadó) | Frekvencia                                   | Frequency                                                      |
| 2000 (27. díjátadó) | Csibefutam                                   | Chicken Run                                                    |
| 2000 (27. díjátadó) | Dínó                                         | Dinosaur                                                       |
| 2000 (27. díjátadó) | Segítség, apa lettem!                        | The Family Man                                                 |
| 2000 (27. díjátadó) | A Grincs                                     | Dr. Seuss' How the Grinch Stole Christmas                      |
| 2000 (27. díjátadó) | Mi kell a nőnek?                             | What Women Want                                                |
| 2001 (28. díjátadó) | A Gyűrűk Ura: A Gyűrű Szövetsége             | The Lord of the Rings: The Fellowship of the Ring              |
| 2001 (28. díjátadó) | Harry Potter és a bölcsek köve               | Harry Potter and the Philosopher's Stone                       |
| 2001 (28. díjátadó) | Szörny Rt.                                   | Monsters, Inc.                                                 |
| 2001 (28. díjátadó) | A múmia visszatér                            | The Mummy Returns                                              |
| 2001 (28. díjátadó) | Shrek                                        | Shrek                                                          |
| 2001 (28. díjátadó) | Kémkölykök                                   | Spy Kids                                                       |
| 2002 (29. díjátadó) | A Gyűrűk Ura: A két torony                   | The Lord of the Rings: The Two Towers                          |
| 2002 (29. díjátadó) | Harry Potter és a Titkok Kamrája             | Harry Potter and the Chamber of Secrets                        |
| 2002 (29. díjátadó) | 2020: A tűz birodalma                        | Reign of Fire                                                  |
| 2002 (29. díjátadó) | Télapu 2. – Veszélyben a karácsony           | The Santa Clause 2                                             |
| 2002 (29. díjátadó) | A Skorpiókirály                              | The Scorpion King                                              |
| 2002 (29. díjátadó) | Pókember                                     | Spider-Man                                                     |
| 2003 (30. díjátadó) | A Gyűrűk Ura: A király visszatér             | The Lord of the Rings: The Return of the King                  |
| 2003 (30. díjátadó) | Nagy Hal                                     | Big Fish                                                       |
| 2003 (30. díjátadó) | Nem férek a bőrödbe                          | Freaky Friday                                                  |
| 2003 (30. díjátadó) | A szövetség                                  | The League of Extraordinary Gentlemen                          |
| 2003 (30. díjátadó) | Pán Péter                                    | Peter Pan                                                      |
| 2003 (30. díjátadó) | A Karib-tenger kalózai: A Fekete Gyöngy átka | Pirates of the Caribbean: The Curse of the Black Pearl         |
| 2004 (31. díjátadó) | Pókember 2.                                  | Spider-Man 2                                                   |
| 2004 (31. díjátadó) | Születés                                     | Birth                                                          |
| 2004 (31. díjátadó) | Harry Potter és az azkabani fogoly           | Harry Potter and the Prisoner of Azkaban                       |
| 2004 (31. díjátadó) | Pokolfajzat                                  | Hellboy                                                        |
| 2004 (31. díjátadó) | Lemony Snicket – A balszerencse áradása      | Lemony Snicket's A Series of Unfortunate Events                |
| 2004 (31. díjátadó) | A repülő tőrök klánja                        | House of Flying Daggers                                        |
| 2005 (32. díjátadó) | Batman: Kezdődik!                            | Batman Begins                                                  |
| 2005 (32. díjátadó) | Charlie és a csokigyár                       | Charlie and the Chocolate Factory                              |
| 2005 (32. díjátadó) | Az oroszlán, a boszorkány és a ruhásszekrény | The Chronicles of Narnia: The Lion, the Witch and the Wardrobe |
| 2005 (32. díjátadó) | Harry Potter és a Tűz Serlege                | Harry Potter and the Goblet of Fire                            |
| 2005 (32. díjátadó) | King Kong                                    | King Kong                                                      |
| 2005 (32. díjátadó) | Zathura – Az űrfogócska                      | Zathura: A Space Adventure                                     |
| 2006 (33. díjátadó) | Superman visszatér                           | Superman Returns                                               |
| 2006 (33. díjátadó) | Malac a pácban                               | Charlotte's Web                                                |
| 2006 (33. díjátadó) | Eragon                                       | Eragon                                                         |
| 2006 (33. díjátadó) | Éjszaka a múzeumban                          | Night at the Museum                                            |
| 2006 (33. díjátadó) | A Karib-tenger kalózai: Holtak kincse        | Pirates of the Caribbean: Dead Man's Chest                     |
| 2006 (33. díjátadó) | Felforgatókönyv                              | Stranger than Fiction                                          |
| 2007 (34. díjátadó) | Bűbáj                                        | Enchanted                                                      |
| 2007 (34. díjátadó) | Az arany iránytű                             | The Golden Compass                                             |
| 2007 (34. díjátadó) | Harry Potter és a Főnix Rendje               | Harry Potter and the Order of the Phoenix                      |
| 2007 (34. díjátadó) | A Karib-tenger kalózai: A világ végén        | Pirates of the Caribbean: At World's End                       |
| 2007 (34. díjátadó) | Pókember 3.                                  | Spider-Man 3                                                   |
| 2007 (34. díjátadó) | Csillagpor                                   | Stardust                                                       |
| 2008 (35. díjátadó) | Benjamin Button különös élete                | The Curious Case of Benjamin Button                            |
| 2008 (35. díjátadó) | Narnia Krónikái: Caspian herceg              | The Chronicles of Narnia: Prince Caspian                       |
| 2008 (35. díjátadó) | Hancock                                      | Hancock                                                        |
| 2008 (35. díjátadó) | A Spiderwick krónikák                        | The Spiderwick Chronicles                                      |
| 2008 (35. díjátadó) | Alkonyat                                     | Twilight                                                       |
| 2008 (35. díjátadó) | Wanted                                       | Wanted                                                         |
| 2009 (36. díjátadó) | Watchmen: Az őrzők                           | Watchmen                                                       |
| 2009 (36. díjátadó) | Harry Potter és a Félvér Herceg              | Harry Potter and the Half-Blood Prince                         |
| 2009 (36. díjátadó) | Komfortos mennyország                        | The Lovely Bones                                               |
| 2009 (36. díjátadó) | Az időutazó felesége                         | The Time Traveler's Wife                                       |
| 2009 (36. díjátadó) | Ahol a vadak várnak                          | Where the Wild Things Are                                      |

### 2010-es évek
| Év                       | Magyar cím                                        | Eredeti cím                                              |
| ------------------------ | ------------------------------------------------- | -------------------------------------------------------- |
| 2010 (37. díjátadó)      | Alice Csodaországban                              | Alice in Wonderland                                      |
| 2010 (37. díjátadó)      | Narnia Krónikái: A Hajnalvándor útja              | The Chronicles of Narnia: The Voyage of the Dawn Treader |
| 2010 (37. díjátadó)      | A titánok harca                                   | Clash of the Titans                                      |
| 2010 (37. díjátadó)      | Harry Potter és a Halál ereklyéi 1.               | Harry Potter and the Deathly Hallows – Part 1            |
| 2010 (37. díjátadó)      | Scott Pilgrim a világ ellen                       | Scott Pilgrim vs. the World                              |
| 2010 (37. díjátadó)      | Alkonyat – Napfogyatkozás                         | The Twilight Saga: Eclipse                               |
| 2011 (38. díjátadó)      | Harry Potter és a Halál ereklyéi 2.               | Harry Potter and the Deathly Hallows – Part 2            |
| 2011 (38. díjátadó)      | A leleményes Hugo                                 | Hugo                                                     |
| 2011 (38. díjátadó)      | Halhatatlanok                                     | Immortals                                                |
| 2011 (38. díjátadó)      | Éjfélkor Párizsban                                | Midnight in Paris                                        |
| 2011 (38. díjátadó)      | Muppets                                           | The Muppets                                              |
| 2011 (38. díjátadó)      | Thor                                              | Thor                                                     |
| 2012 (39. díjátadó)      | Pi élete                                          | Life of Pi                                               |
| 2012 (39. díjátadó)      | A csodálatos Pókember                             | The Amazing Spider-Man                                   |
| 2012 (39. díjátadó)      | A hobbit: Váratlan utazás                         | The Hobbit: An Unexpected Journey                        |
| 2012 (39. díjátadó)      | Fejbenjáró bűn                                    | Ruby Sparks                                              |
| 2012 (39. díjátadó)      | Hófehér és a vadász                               | Snow White and the Huntsman                              |
| 2012 (39. díjátadó)      | Ted                                               | Ted                                                      |
| 2013 (40. díjátadó)      | A nő                                              | Her                                                      |
| 2013 (40. díjátadó)      | Időről időre                                      | About Time                                               |
| 2013 (40. díjátadó)      | A hobbit: Smaug pusztasága                        | The Hobbit: The Desolation of Smaug                      |
| 2013 (40. díjátadó)      | Az óriásölő                                       | Jack the Giant Slayer                                    |
| 2013 (40. díjátadó)      | Óz, a hatalmas                                    | Oz the Great and Powerful                                |
| 2013 (40. díjátadó)      | Walter Mitty titkos élete                         | The Secret Life of Walter Mitty                          |
| 2014 (41. díjátadó)      | A hobbit: Az öt sereg csatája                     | The Hobbit: The Battle of the Five Armies                |
| 2014 (41. díjátadó)      | Birdman avagy (A mellőzés meglepő ereje)          | Birdman                                                  |
| 2014 (41. díjátadó)      | A Grand Budapest Hotel                            | The Grand Budapest Hotel                                 |
| 2014 (41. díjátadó)      | Vadregény                                         | Into the Woods                                           |
| 2014 (41. díjátadó)      | Demóna                                            | Maleficent                                               |
| 2014 (41. díjátadó)      | Paddington                                        | Paddington                                               |
| 2015 (42. díjátadó)      | Hamupipőke                                        | Cinderella                                               |
| 2015 (42. díjátadó)      | Adaline varázslatos élete                         | The Age of Adaline                                       |
| 2015 (42. díjátadó)      | Báhubali - a kezdet                               | Baahubali: The Beginning                                 |
| 2015 (42. díjátadó)      | Libabőr                                           | Goosebumps                                               |
| 2015 (42. díjátadó)      | Az éhezők viadala: A kiválasztott – Befejező rész | The Hunger Games: Mockingjay – Part 2                    |
| 2015 (42. díjátadó)      | Ted 2.                                            | Ted 2                                                    |
| 2016 (43. díjátadó)      | A dzsungel könyve                                 | The Jungle Book                                          |
| 2016 (43. díjátadó)      | Váratlan jóbarát                                  | A Monster Calls                                          |
| 2016 (43. díjátadó)      | Legendás állatok és megfigyelésük                 | Fantastic Beasts and Where to Find Them                  |
| 2016 (43. díjátadó)      | Szellemirtók                                      | Ghostbusters                                             |
| 2016 (43. díjátadó)      | Vándorsólyom kisasszony különleges gyermekei      | Miss Peregrine's Home for Peculiar Children              |
| 2016 (43. díjátadó)      | Elliott, a sárkány                                | Pete's Dragon                                            |
| 2016 (43. díjátadó)      | A barátságos óriás                                | The BFG                                                  |
| 2017 (44. díjátadó)      | A víz érintése                                    | The Shape of Water                                       |
| 2017 (44. díjátadó)      | A szépség és a szörnyeteg                         | Beauty and the Beast                                     |
| 2017 (44. díjátadó)      | Kicsinyítés                                       | Downsizing                                               |
| 2017 (44. díjátadó)      | Jumanji – Vár a dzsungel                          | Jumanji: Welcome to the Jungle                           |
| 2017 (44. díjátadó)      | Kong: Koponya-sziget                              | Kong: Skull Island                                       |
| 2017 (44. díjátadó)      | Paddington 2.                                     | Paddington 2                                             |
| 2018/2019 (45. díjátadó) | Toy Story 4.                                      | Toy Story 4                                              |
| 2018/2019 (45. díjátadó) | Dumbó                                             | Dumbo                                                    |
| 2018/2019 (45. díjátadó) | Aladdin                                           | Aladdin                                                  |
| 2018/2019 (45. díjátadó) | Legendás állatok: Grindelwald bűntettei           | Fantastic Beasts: The Crimes of Grindelwald              |
| 2018/2019 (45. díjátadó) | Godzilla II. – A szörnyek királya                 | Godzilla: King of the Monsters                           |
| 2018/2019 (45. díjátadó) | Mary Poppins visszatér                            | Mary Poppins Returns                                     |
| 2018/2019 (45. díjátadó) | Yesterday                                         | Yesterday                                                |
| 2019/2020 (46. díjátadó) | Volt egyszer egy… Hollywood                       | Once Upon a Time in… Hollywood                           |
| 2019/2020 (46. díjátadó) | Bill és Ted – Arccal a zenébe                     | Bill & Ted Face the Music                                |
| 2019/2020 (46. díjátadó) | Jumanji – A következő szint                       | Jumanji: The Next Level                                  |
| 2019/2020 (46. díjátadó) | Az oroszlánkirály                                 | The Lion King                                            |
| 2019/2020 (46. díjátadó) | Demóna: A sötétség úrnője                         | Maleficent: Mistress of Evil                             |
| 2019/2020 (46. díjátadó) | Sonic, a sündisznó                                | Sonic the Hedgehog                                       |
| 2019/2020 (46. díjátadó) | Roald Dahl: Boszorkányok                          | The Witches                                              |

### 2020-as évek
| Év                       | Magyar cím                                  | Eredeti cím                                 |
| ------------------------ | ------------------------------------------- | ------------------------------------------- |
| 2021/2022 (50. díjátadó) | Minden, mindenhol, mindenkor                | Everything Everywhere All at Once           |
| 2021/2022 (50. díjátadó) | Szörnyella                                  | Cruella                                     |
| 2021/2022 (50. díjátadó) | Legendás állatok: Dumbledore titkai         | Fantastic Beasts: The Secrets of Dumbledore |
| 2021/2022 (50. díjátadó) | Szellemirtók – Az örökség                   | Ghostbusters: Afterlife                     |
| 2021/2022 (50. díjátadó) | A Zöld Lovag                                | The Green Knight                            |
| 2021/2022 (50. díjátadó) | A gigantikus tehetség elviselhetetlen súlya | The Unbearable Weight of Massive Talent     |
| 2022/2023 (51. díjátadó) | Indiana Jones és a sors tárcsája            | Indiana Jones and the Dial of Destiny       |
| 2022/2023 (51. díjátadó) | Barbie                                      | Barbie                                      |
| 2022/2023 (51. díjátadó) | Dungeons & Dragons: Betyárbecsület          | Dungeons & Dragons: Honor Among Thieves     |
| 2022/2023 (51. díjátadó) | Kísértetkastély                             | Haunted Mansion                             |
| 2022/2023 (51. díjátadó) | A kis hableány                              | The Little Mermaid                          |
| 2023/2024 (52. díjátadó) | Beetlejuice Beetlejuice                     | Beetlejuice Beetlejuice                     |
| 2023/2024 (52. díjátadó) | Szegény párák                               | Poor Things                                 |
| 2023/2024 (52. díjátadó) | Szellemirtók – A borzongás birodalma        | Ghostbusters: Frozen Empire                 |
| 2023/2024 (52. díjátadó) | Godzilla x Kong: Az új birodalom            | Godzilla x Kong: The New Empire             |
| 2023/2024 (52. díjátadó) | My Old Ass                                  |                                             |
| 2023/2024 (52. díjátadó) | Wonka                                       | Wonka                                       |

## Fordítás
- Ez a szócikk részben vagy egészben  a   Saturn Award for Best Fantasy Film című angol Wikipédia-szócikk fordításán alapul.  Az eredeti cikk szerkesztőit annak laptörténete sorolja fel. Ez a jelzés csupán a megfogalmazás eredetét és a szerzői jogokat jelzi, nem szolgál a cikkben szereplő információk forrásmegjelöléseként.